# Crise econômica no Paraguai em 2002
A crise econômica de 2002 no Paraguai, ocorrida durante o governo de Luis Ángel González Macchi, foi o pior declínio da economia paraguaia nos últimos anos (entre final do século XX e início do século XXI).
O PIB sofreu uma forte recessão, registrando -2,2% em 2002. O crescimento econômico entre 1996 e 2002 foi de apenas 0,2%. Os níveis mais altos de câmbio de moeda estrangeiros já alcançados foram registrados nesse período, com o dólar em mais de 7.000 guaranis, tendo em vista que a média do tempo era de apenas 3.000 guaranis.

## Causas
Esse problema já se arrastava da crise financeira de 1995, na qual grande parte dos serviços financeiros do país faliu, além da crise política de 1999, conhecida como "Março Paraguaio", época de várias tentativas de golpes de estado fracassados (como a de 1996 e 2000) e grande instabilidade política.
De acordo com o relatório de 2003 do Ministério da Fazenda paraguaio, as causas indicaram: condições climáticas desfavoráveis, que afetaram significativamente o setor agrícola em algumas áreas principais, como soja, algodão e milho.
No setor de construção, foram encontradas dificuldades no financiamento de obras públicas, enquanto o sistema financeiro e cambial foi afetado pela instabilidade regional que reduziu as possibilidades de colocação de produtos nacionais no exterior. Os investimentos no setor privado foram afetados pelo fracasso dos acordos de "stand by" com o Fundo Monetário Internacional (FMI), devido às expectativas negativas que isso gerou nos agentes econômicos.

## Consequências
Não apenas a economia teve uma forte recessão, mas o déficit fiscal cresceu de maneira preocupante e as reservas monetárias internacionais caíram para os níveis mais baixos nos últimos anos.
No início de 2003, o pagamento da dívida externa representava 44,2% do produto interno bruto (PIB), com reservas internacionais de US$ 600 milhões, com renda per capita inferior a US$ 1.000 e sem dinheiro o suficiente para pagar salários de funcionários públicos, que em algumas instituições chegaram a ter salários em atraso de 3 meses. A pobreza em geral representava 49,7% da população.
A depreciação acumulada da moeda nacional alcançou 51% (perda do valor da moeda, principalmente em relação ao dólar), a maior dos últimos 17 anos. Isso se traduz no alto preço do dólar. Em janeiro de 2002, o preço do dólar era de 4.637 guaranis. Para o final de 2002 e o início de 2003, justamente no mês de janeiro de 2003, o dólar atingiu 7.434 guaranis, o maior recorde máximo do Guarani até hoje.
O documento aponta que o saldo de reservas no final de 2002 havia atingido US$ 646,1 milhões (em 30 de abril de 2003 era de US$ 780 milhões), enquanto a taxa de inflação alcançou novamente dois dígitos (14,6%). O déficit fiscal confirmado foi de 976,642 milhões de guaranis, número que excedia os 318.139 milhões de guaranis registrados em 2001.
Em 13 de fevereiro de 2003, a S&P rebaixou o rating do Paraguai e o declarou em default seletivo (inadimplência de algumas de suas contas). A agência havia alertado naquela ocasião que as rebaixamentos nas notas seguiriam o fracasso do governo paraguaio em cumprir as condições estabelecidas nas obrigações em dólares no valor de US$ 20 milhões, correspondentes aos títulos do Tesouro com vencimento no final de dezembro de 2002.
Durante esse período, muitas empresas estatais tiveram um processo de privatização muito irregular, levantando fortes suspeitas sobre atos de corrupção. Entre eles, foram liquidadas a Frota Mercante, as Líneas Aéreas Paraguayas, El Ferrocarril e Acepar.

## Reformas e estabilidade econômica
Diante dessa situação, e desde que assumiu o comando em agosto de 2003, Nicanor Duarte Frutos promoveu uma série de reformas que iniciaram a decolagem da economia paraguaia. Em primeiro lugar, propôs uma reforma tributária bem conhecida, como o "Triplo 10", reduzindo o imposto de renda das empresas de 30% para 10%, continuando o IVA em 10% e introduzindo o imposto de renda pessoal (IRP) de 10%. Esse imposto que seria pago apenas pelo que ganhasse mais de 120 salários mínimos anuais, ou seja, um imposto que seria pago por quem ganha mais. Começa então a despolitização do Banco Central do Paraguai e recupera a confiança no sistema financeiro, que havia sofrido a falência de vários bancos do país, anos antes de sua suposição. Nesse sentido, é importante mencionar que a desconfiança no sistema financeiro paraguaio levou as taxas de juros dos bancos a disparar para 58%.